# EXOSAT
Exosat (англ. European X-ray Observatory SATellite), изначальное название HELOS (англ. Highly Eccentric Lunar Occultation Satellite) — орбитальная рентгеновская обсерватория Европейского космического агентства. Работала на околоземной орбите в период с мая 1983 года по апрель 1986 года. За это время обсерватория провела 1780 наблюдений объектов рентгеновского неба разных классов. 6 апреля 1986 года сбой в системе ориентации спутника привел к потере управления. 6 мая 1986 года, в результате постепенной деградации орбиты, спутник вошел в плотные слои атмосферы и сгорел.
Ввиду изначально запланированных наблюдений инструментами обсерватории затмений источников Луной для их наилучшей локализации была выбрана высокоапогейная орбита с большим наклонением (практически перпендикулярно плоскости орбиты Луны). Такая орбита позволяла значительно увеличить область неба, на которой источники покрываются Луной. Благодаря такой орбите (с орбитальным периодом около 90 часов) обсерватория провела большой ряд непрерывных наблюдений большой длины — до десятков часов, чем внесла большой вклад в изучение долговременной переменности как галактических и внегалактических объектов.

## История Exosat
В период 1967—1969 годов в Европейской организации по исследованию космоса рассматривались проекты двух обсерваторий — с рентгеновскими и гамма- инструментами на борту (Cos-A), а также только гамма-обсерватория (Cos-B). На начальной стадии рассмотрения проект Cos-A был не поддержан, уступив проекту Cos-B, который в результате работал на орбите в период 1975—1982 годах.
В 1969 году был предложен проект HELOS (англ. Highly Eccentric Lunar Occultation Satellite), задачей которого было бы определение положения ярких рентгеновских источников при помощи их затмений Луной. В 1973 году к проект приобрел черты обсерватории — основной упор сместился с определения положений источников при помощи затмений Луной на прямые наблюдения свойств рентгеновских источников, был добавлен ряд инструментов, и проект, переименованный в Exosat, был утвержден Европейским космическом агентством.
Было принято решение, что наблюдения на обсерватории должны стать доступными широкому кругу научной общественности, а не только группам, принимавшим участие в разработке инструментов, как это было для всех предыдущих проектов Европейского космического агентства (до 1972 года — Европейской организации по исследованию космоса).
Также впервые ЕКА принимало непосредственное участие в разработке и финансировании проекта наряду с инструментальными группами.
В июле 1981 года ЕКА объявило среди стран-участниц ЕКА конкурс на проведение научных наблюдений на обсерватории Exosat. К ноябрю 1981 года, к моменту закрытия приема, было получено более 500 заявок. Из этих пятисот заявок, наблюдения по 200 должны были быть выполнены в первые девять месяцев работы обсерватории.
Обсерватория Exosat впервые в истории спутников ЕКА несла цифровой бортовой компьютер (OBC), основной задачей которого была обработка научных данных на борту, а не слежение за работой спутника и его ориентацией. OBC содержал два банка памяти по 8192 слова размером 16 бит
. Для того, чтобы увеличить гибкость работы бортового компьютера была предусмотрена возможность его перепрограммирования на орбите.
Из-за своей уникальной орбиты (высокоапогейной с большим наклонением) у обсерватории не было необходимости в значительной бортовой памяти — во время научных наблюдений обсерватория всегда находилась в прямом доступе для станции слежения ЕКА в Виллафранка (Испания).

## Инструменты
Обсерватория несла на себе четыре основных инструмента  — два рентгеновских телескопа косого падения CMA, газовый пропорциональный счётчик большой площади ME и газовый сцинтилляционный счетчик GSPC.

### CMA
Два идентичных рентгеновских телескопа косого падения состояли из двух, вставленных друг в друга труб, сделанных по принципу оптики Вольтера I типа, отражающих рентгеновские лучи в диапазоне энергий 0,04-2 кэВ. Фокусное расстояние телескопов — 1,1 м, диаметр входной апертуры — 30 см. Угловое разрешение телескопов на оптической оси 24 угл. секунды с ухудшением до 4 угл. минут на расстоянии 1 градуса от оси поля зрения. В фокальной плоскости телескопов могли быть установлены либо детекторы CMA (Channel Multiplier Array, микроканальная камера), либо детекторы PSD (Position Sensitive Detector, газовый счетчик). За каждым из телескопов можно было выставлять дифракционную решётку, спектр после которой мог быть снят при помощи детекторов CMA. Дифракционная решётка одного телескопа имела 500 штрихов на мм (LE2+CMA2 8-400Å), другого — 1000 штрихов на мм (LE1+CMA1 8-200Å), что давало спектральное разрешение 2Å и 1Å соответственно на энергиях >0.25 кэВ и 5Å на длине волны 304Å для обоих телескопов.
Детектор CMA не давал энергетического разрешения, но грубая информация о спектрах источников могла быть получена при помощи набора широкополосных фильтров. Эффективность детекторов CMA падала с 30 % на 0,15 кэВ до 7 % на 1,5 кэВ. Детектор CMA был чувствителен к ультрафиолетовым фотонам, что приводило к определённым затруднениям наблюдений областей с яркими звездами классов O или B.
Работа рентгеновских телескопов была сопряжена с различными трудностями. Оба детектора PSD вышли из строя ещё на стадии калибровки инструмента. Один из детекторов CMA (CMA2) вышел из строя в октябре 1983 года. Механизм, отвечавший за помещение дифракционной решётки за телескопом LE1 вышел из строя 15 сентября 1983 года. Оставшийся детектор CMA исправно работал до конца миссии.

### ME
Инструмент ME (Medium Energy experiment) состоял из восьми пропорциональных счетчиков, с общей площадью 1600 см2 и полем зрения 45 углых минут (ширина на полувысоте), ограниченным коллиматором. Энергетической диапазон инструмента 1-50 кэВ.
Каждый пропорциональный счётчик содержал две газовые камеры, разделенные 1,5 мм слоем бериллия. Верхняя часть счетчика заполнялась аргоном, нижняя — ксеноном. Каждый счетчик был оборудован набором токосьемных проволочек, обеспечивающих энергетическое разрешение 21 % на энергии 6 кэВ для аргоновой камеры и 18 % на 22 кэВ для ксеноновой. События, зарегистрированные в камерах записывались в 128 энергетических каналах в диапазоне энергий 1-20 кэВ и 5-50 кэВ соответственно.
Фон инструмента ME был очень стабилен и определялся в основном срабатываниями на частицы солнечного ветра и линиями радиоактивного распада остаточного плутония в бериллиевых окнах и в теле детектора. Время от времени (обычно раз в полгода) солнечные бури приводили к тому, что фон инструмента поднимался на несколько порядков величины и поэтому на время таких событий работа инструмента прекращалась. Для оптимизации вычитания фона инструмента половина детекторов ME могла быть отвернута от источника для измерения фона «чистого неба» (обычное время для мониторирования фона — несколько часов). 20 августа 1985 года один из детекторов вышел из строя.
Важным компонентом работы детекторов ME было использование бортового компьютера. В зависимости от целей наблюдения имелась возможность пожертвовать спектральной информацией с детекторов за счет увеличения временного разрешения и наоборот. Однако имелся и определённый минус — обработка событий бортовым компьютером приводила появлению дополнительного мертвого времени, зависящего от скорости счёта детектора.
Основные результаты:
- Открытие квазипериодических осцилляций потока рентгеновского излучения большого количества галактических источников
- Впервые получены спектры мощности переменности рентгеновского излучения активных ядер галактик

### GSPC

Спектры источника SS433 в разные фазы прецессии релятивистской струи. Хорошо видно, что эмиссионная линия высокоионизированного железа в разные моменты расположена на разных энергиях из-за прецессии струи.

GSPC (Gas Scintillation Proportional Counter) газовый сцинтилляционный счётчик имел энергетическое разрешение 4,5 % на энергии 6 кэВ, что было в раза лучше, чем на инструменте ME. Эффективная площадь инструмента — 100 см². Энергетическая информация о событиях записывалась в 256 каналов.
В работе инструмента использовались различные варианты усиления (gain), которые позволяли менять эффективный рабочий диапазон инструмента: gain 1 = 2-32 кэВ, gain 2 = 2-16 кэВ и gain 0,5 = 2-64 кэВ. Последний использовался только для ярчайшего источника рентгеновского неба — Скорпион Х-1. Вариации внутреннего усиления (gain) инструмента за счета температуры учитывались при помощи слежения за положением двух фоновых эмиссионных линий на энергиях 10,54 кэВ и 12,7 кэВ, вызывавшихся флуоресценцией вещества свинцового коллиматора и радиоактивным распадом остаточного плутония в бериллиевом окне. Так же для слежения за усилением (gain) использовалось положение края поглощения ксенона 4,78 кэВ.
Фоновые события в инструменте отсекались при помощи анализа длины токового всплеска. Форма спектра фона инструмента оставалась неизменной на коротких масштабах времени, но менялась на длинных. Стандартным типом информации с инструмента был набор спектров в 256 каналах с временным разрешением 8 секунд. Инструмент работал в штатном режиме до конца миссии.
Основные результаты:
- Обнаружение эмиссионный линий у объектов различных классов (активных ядер галактик, эллиптических галактик)

- Открытие движений эмиссионных линий высокоионизированного железа, возникающей у релятивистской струи источника SS433. Движения вызваны прецессией релятивистской струи